# Rio Caveiras
 (mars 2017).
Le rio Caveiras (ou en portugais : Rio das Caveiras) est une rivière brésilienne de l'État de Santa Catarina et un affluent du rio Canoas, donc un sous-affluent du fleuve le río Uruguay.

## Géographie
Il naît au-delà de 1 300 m, dans la Serra Geral, entre les villes de Rio Rufino et Urupema, non loin de cette dernière. Il alimente en eau la ville de Lages où son cours est barré d'une retenue d'eau27° 48′ 56″ S, 50° 28′ 50″ O à environ 862 m d'altitude.
Coulant vers l'ouest, il se jette dans le rio Canoas, non loin de la ville d'Abdon Batista, à environ 700 m d'altitude.